# Velekněz

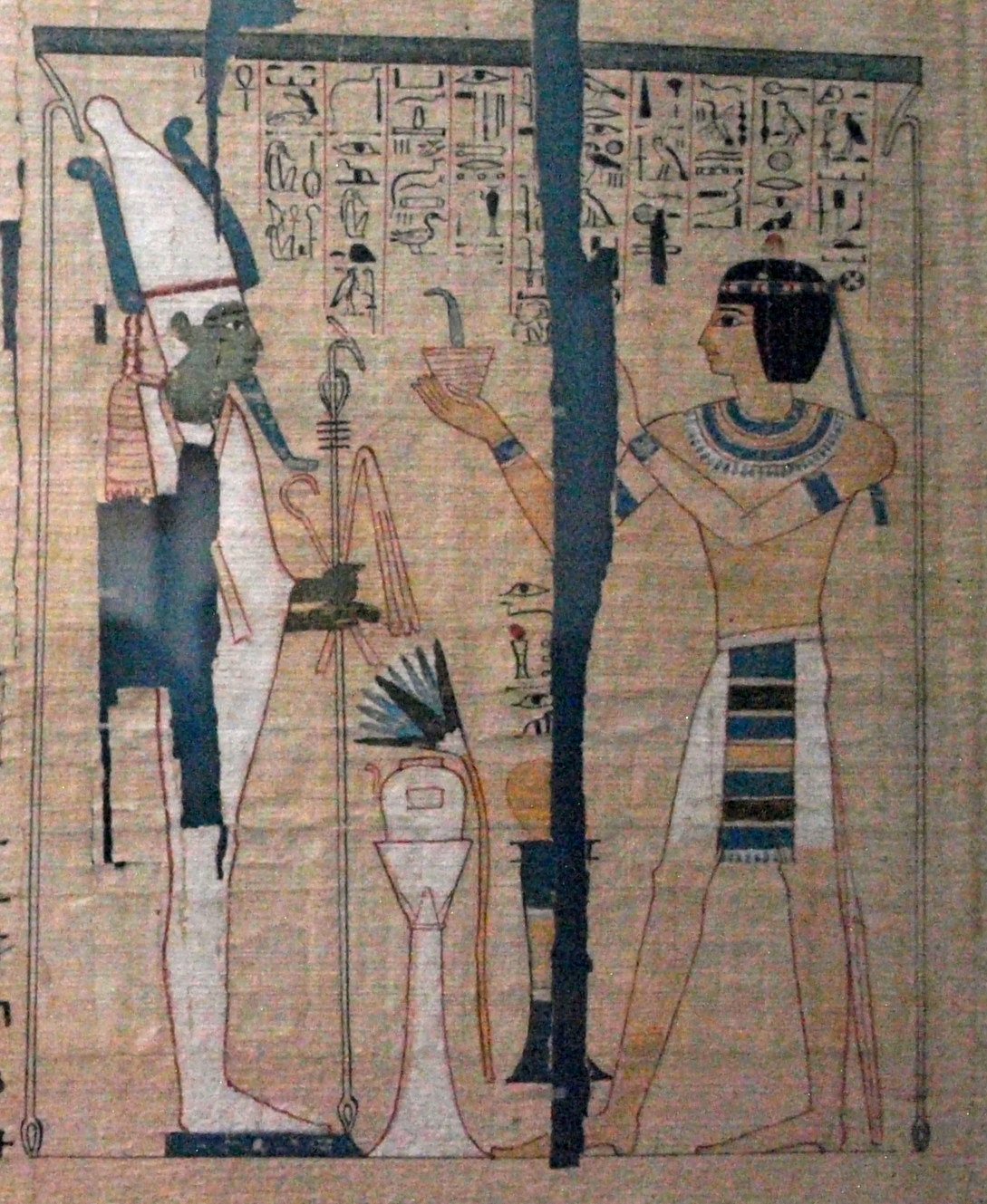
Pinodžem II. - thébský velekněz Amonův

Velekněz je označení pro kněze, který je nadřazen jiným kněžím buď rozsahem či mírou svého kněžství, nebo svým úřadem v rámci náboženského společenství nebo kněžské kasty. Ve starověkém Egyptě měl každý významný bůh svého velekněze. Ve starověkém Izraeli funkce zanikla během první židovské války, kdy byl dobyt Jeruzalém a zničen Druhý chrám. Velekněze v současnosti mají například samaritáni a katolíci, protože za velekněze (pontifex maximus) lze považovat římského biskupa.